# Новая Красношора
Новая Красношора (укр. Нова Красношора) — село в Чудейской сельской общине Черновицкого района Черновицкой области Украины.
До 2020 года входило в Сторожинецкий район
Население по переписи 2001 года составляло 191 человек. Почтовый индекс — 59023. Телефонный код — 3735. Код КОАТУУ — 7324586002.